# Каулиньш, Роберт Хейндрикович
Роберт Хейндрикович Каулиньш (латыш. Roberts Kauliņš; 9 февраля 1925 года, деревня Гибули, Талсинский уезд, Латвия — 17 февраля 1977 года, село Пастенде, Талсинский район, Латвийская ССР) — бригадир колхоза «Драудзиба» Талсинского района Латвийской ССР. Герой Социалистического Труда (1966). Депутат Верховного Совета Латвийской ССР 7-го созыва.

## Биография
Родился в 1925 году в крестьянской семье в деревне Гибули Талсинского уезда, Латвия. Обучался в начальной школе в селе Айзупес. До 1947 году трудился в личном сельском хозяйстве. С 1947 года — рядовой колхозник колхоза «Узвара» Талсинского уезда. В 1950 году вступил в ВКП(б). Позднее — заместитель председателя колхоза «Узвара» (1950—1953), В 1953 году избран председателем колхоза имени Яниса Райниса Талсинского района в центром в селе Пастенде. С 1960 года — секретарь партийной колхозной организации, бригадир 3-й полеводческой бригады колхоза «Узвара» Талсинского района, образованного в декабре 1960 года объединением колхозов имени Яниса Райниса, «Аусма», «Дарба цельш», «Падомью карогс» и «Узвара».
Бригада Роберта Каулиньша в годы Семилетки (1959—1965) ежегодно показывала высокие трудовые результаты. В 1965 году бригада получила в среднем с каждого гектара по 28 центнеров зерновых при среднем показателе по колхозу в 16,7 центнеров. Указом Президиума Верховного Совета СССР от 23 июня 1966 года удостоен звания Героя Социалистического Труда "за успехи, достигнутые в увеличении производства и заготовок ржи, пшеницы, других зерновых и кормовых культур " с вручением ордена Ленина и золотой медали Серп и Молот.
С 1968 года — председатель колхоза «Комъяуниетиес» и после объединения — председатель колхоза «Сабиле» Талсинского района.
Избирался депутатом Верховного Совета Латвийской ССР 7-го созыва (1967—1971), в 1966 году — делегатом XXIII съезда КПСС и XX съезда Компартии Латвии, членом Талсинского райкома Компартии Латвии, Талсинского районного Совета народных депутатов.
После выхода на пенсию проживал в селе Пастенде. Персональный пенсионер союзного значения. Умер в февраля 1977 года после тяжёлой и продолжительной болезни.
Награды и звания
- Герой Социалистического Труда
- Орден Ленина
- Орден Трудового Красного Знамени (20.07.1950)
- Заслуженный работник сельского хозяйства Латвийской ССР.